# SMS Breslau

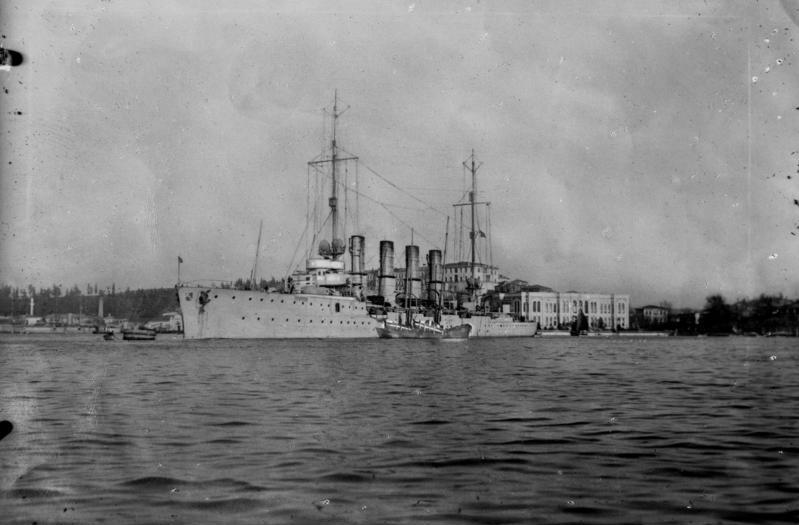
„Midilli”

SMS Breslau, potem Midilli – niemiecki krążownik lekki typu Magdeburg z okresu I wojny światowej. Zwodowany w stoczni Vulcan w Szczecinie, służył w Kaiserliche Marine (Marynarka Cesarstwa Niemieckiego), w jej Mittelmeerdivision na Morzu Śródziemnym (wraz z krążownikiem liniowym „Goeben”) od 1912 do 16 sierpnia 1914, kiedy przekazany został (wraz z „Goebenem”) imperium osmańskiemu; tam otrzymał imię „Midilli”.
Na początku I wojny światowej SMS „Breslau” wraz z SMS „Goeben” operowały na Morzu Śródziemnym. Otrzymały one zadanie zablokowania transportów wojsk z Algierii do Francji, ale wobec dużej koncentracji okrętów francuskich i brytyjskich mogły swoim nękającym ostrzałem jedynie utrudniać załadunek w algierskich portach Annaba (Bône) (4 sierpnia 1914) oraz Philippeville.
Przekazanie okrętów „Goeben” i „Breslau” w darze Turcji było posunięciem politycznym, skutecznie zachęcającym to państwo do przyłączenia się do I wojny światowej po stronie państw centralnych. Pomimo formalnego podniesienia na nich bandery tureckiej obydwa nadal obsadzone były marynarzami niemieckimi. Na SMS „Breslau” służył m.in. (w stopniu fähnricha – chorążego) Karl Dönitz, późniejszy dowódca Kriegsmarine. Okręty nadal popularnie były znane pod dawnymi nazwami, oraz są na ogół określane tak w literaturze. Przez większość wojny oba okręty działały na Morzu Czarnym. 19 stycznia 1918 otrzymały rozkaz przejścia przez Dardanele na Morze Śródziemne w celu podjęcia działań przeciw brytyjskiej Royal Navy.
Już następnego dnia, tj. 20 stycznia, doszło do bitwy morskiej nieopodal wyspy Imroz na Morzu Trackim. „Goeben” i „Breslau” zatopiły wówczas dwa monitory: HMS „Raglan” i M28, potem jednak weszły na pole minowe. O 8:33 „Breslau” wszedł na miny, która uszkodziła mu ster.  Jednocześnie, okręty były atakowane przez brytyjskie lotnictwo i według niektórych źródeł, „Breslau” otrzymał także jedno trafienie bombą. „Goeben” podjął próbę rzucenia holu krążownikowi, lecz sam wszedł na minę i doznał uszkodzeń. Około godziny 9 „Breslau” wszedł na kolejne dwie miny, które zniszczyły rufową kotłownię i lewoburtową turbinę, powodując przechył na lewą burtę i przegłębienie na rufę. Tonący już krążownik uderzył o 9:05 w jeszcze dwie miny, pod dziobem i na wysokości mostka, po czym zatonął. Zginęło wówczas 330 członków jego załogi. Brytyjskie niszczyciele uratowały 172 członków załogi.

## Dowódcy SMS Breslau
- kmdr por. Leberecht von Klitzing; maj 1912 – wrzesień 1913
- kmdr por. Paul Kettner; październik 1913 – styczeń 1915
- kmdr ppor. Rudolf Madlung; styczeń 1915 – luty 1915
- kmdr Leberecht von Klitzing; luty 1915 – sierpień 1915
- kmdr ppor. Wolfram Knorr; wrzesień 1915 – lipiec 1917
- kmdr por./kmdr Georg von Hippel; sierpień 1917 – styczeń 1918